# 포겔스베르크산맥

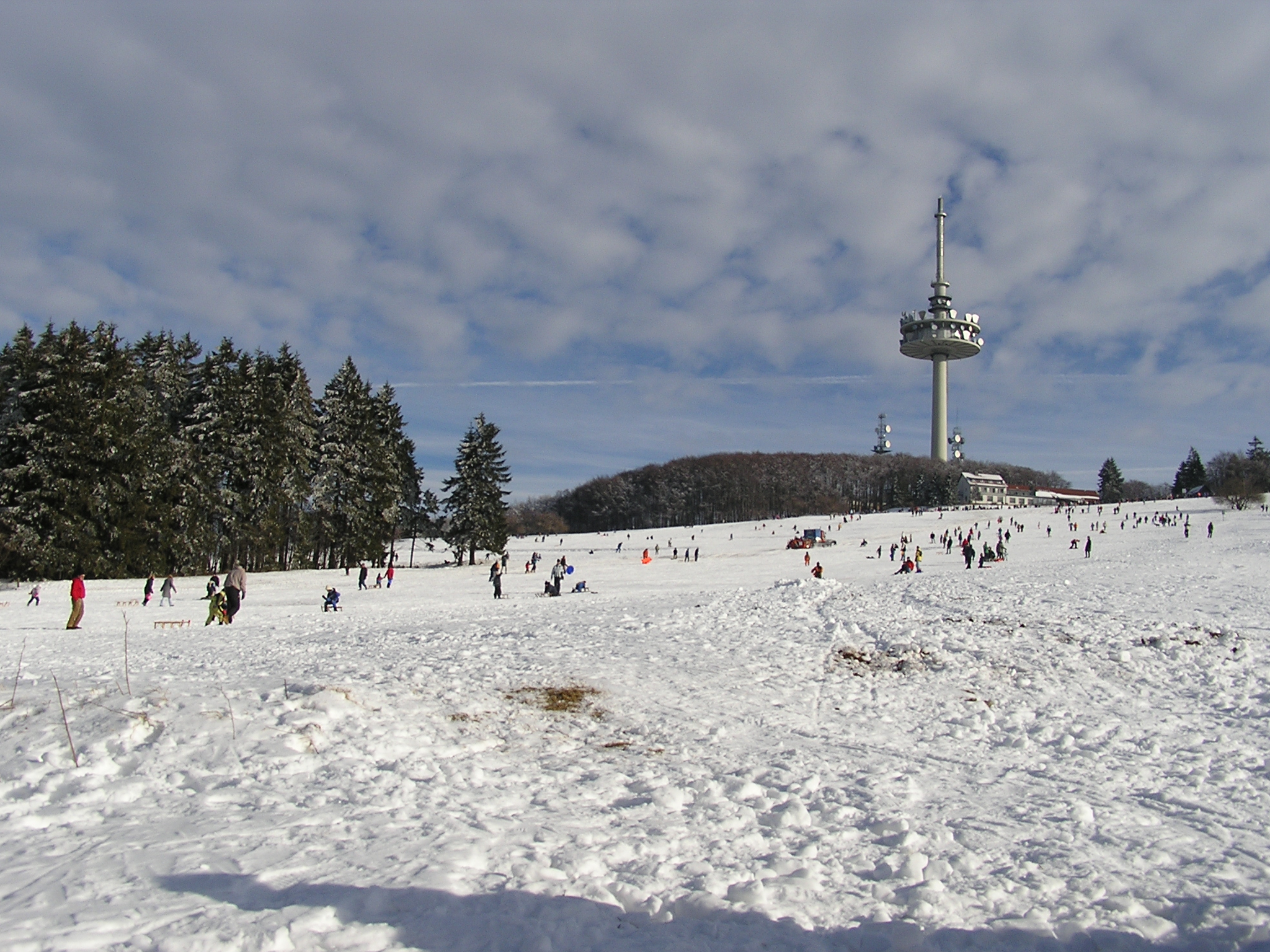
포겔스베르크산맥에 위치한 호에로츠코프봉(Hoherodskopf)

포겔스베르크산맥(독일어: Vogelsberg)은 독일 헤센주에 걸쳐 있는 산맥으로 면적은 2,500km2, 길이는 60km이다. 프랑크푸르트암마인의 북동쪽으로 약 60km 정도 떨어진 곳에 위치한 산맥으로서 풀다강을 사이에 두고 뢴산맥과 떨어져 있다.
1,900만 년 전에 일어난 화산 활동을 통해 형성되었으며 중앙유럽에서 규모가 큰 현무암 지형을 띠고 있다. 산맥에서 가장 높은 봉우리는 타우프슈타인봉(Taufstein)으로 높이는 773m이다.